# Ekaterina Anikejeva
Ekaterina Anikejeva, ruska vaterpolistka, * 22. januar 1976.
Anikejeva je z rusko žensko vaterpolsko reprezentanco na XXVII. Poletnih olimpijskih igrah 2000 v Sydneyju osvojila bronasto Olimpijsko medaljo